# Jan Alma
Jan Alma (Amersfoort, 23 augustus 1934 – Den Haag, 9 oktober 2022) was een Nederlandse handbalcoach. 
Jan Alma was onder meer clubcoach van de mannen van Hellas, Hermes, Aalsmeer en Quintus en de vrouwen van Hellas en Foreholte. Ook was hij bondscoach van het Nederlands vrouwenteam. Onder zijn leiding plaatste Oranje zich voor het A-WK van 1978 (in Tsjecho-Slowakije), hetgeen nooit eerder was gelukt en pas in 1999 weer zou gebeuren. Nederland nam in 1986 ook deel, maar was als gastland automatisch geplaatst. 
In 2003 zette Alma een streep onder zijn langdurige carrière. Hij nam bij die gelegenheid de Haagse Sportpenning in ontvangst en een tribune in de Hellashal in Den Haag, de thuishaven van Hellas, kreeg zijn naam. Alma werd in 2003 ook benoemd tot Lid van Verdienste van het NHV.
Jan Alma werd 88 jaar oud.